# Литовське сільське поселення
Лито́вське сільське поселення (рос. Литовское сельское поселение) — сільське поселення у складі Амурського району Хабаровського краю Росії.
Адміністративний центр — селище Литовко.

## Населення
Населення сільського поселення становить 1944 особи (2019; 2686 у 2010, 4301 у 2002).

## Історія
13 березня 1942 року утворена Литовська сільська рада, коли селище Литовко було передане зі складу Нанайського району до складу Комсомольського району. 7 серпня 1948 року сільська рада перетворена в селищну раду, так як селище Литовко отримало статус селища міського типу. 14 лютого 1963 року селищна рада увійшла до складу новоствореного Амурського промислового району, з 14 січня 1965 року — у складі Амурського району.
28 жовтня 1971 року з селищної ради виділено Санболинську сільську раду, однак приєднано Голубиченську сільську раду. 1992 року селищна рада перетворена в селищну адміністрацію, 2004 року — в міське поселення. 2010 року ліквідовано селища Казарма 51 км та Казарма 59 км. 29 липня 2011 року міське поселення перетворене в сільське поселення, так як смт Литовко втратило міський статус і стало селищем.

## Склад
До складу сільського поселення входять:
| Населений пункт            | Населення, осіб (2002) | Населення, осіб (2010) |
| -------------------------- | ---------------------- | ---------------------- |
| Вандан, селище             | 45                     | 10                     |
| Голубичне, село            | 54                     | 22                     |
| Джармен, селище            | 27                     | 6                      |
| Джелюмкен, селище          | 49                     | 14                     |
| Казарма 37 км, селище      | 25                     | 2                      |
| Казарма 51 км, селище      | 8                      | 0                      |
| Казарма 59 км, селище      | 7                      | 0                      |
| Литовко, селище            | 2751                   | 2043                   |
| Лісний, селище             | 439                    | 335                    |
| Партизанські Сопки, селище | 29                     | 5                      |
| Українка, село             | 621                    | 105                    |
| Форель, селище             | 246                    | 144                    |